# Degem
Degem (en oromo : Dagam) est un woreda du centre de l'Éthiopie situé dans la zone Nord Shewa de la région Oromia. Il a 99 143 habitants en 2007. Son centre administratif est Hambiso.

## Situation
Limitrophe de la région Amhara au nord et de la zone Ouest Shewa au sud, Degem s'étend de la rivière Jamma à la rivière Muger.
Son centre administratif, Hambiso ou Hamibiso, se trouve à 14 km de Fitche et  environ 120 km au nord d'Addis-Abeba sur la route en direction de Baher Dar,.
Une seconde agglomération, Ali Doro, se situe une quinzaine de kilomètres plus loin sur la même route,.
| Hidabu Abote | Merhabete  | Gerar Jarso |
|              | Degem      |             |
| Kuyu         | Adda Berga | Yaya Gulele |

## Population
Le recensement national de 2007 fait état d'une population de 99 143 habitants dans le woreda dont 6 % de citadins.
Outre les 4 806 habitants d'Hambiso, la population urbaine comprend 1 260 habitants à Ali Goro.
La plupart des habitants du woreda (98 %)  sont orthodoxes, 1 % sont de religions traditionnelles africaines et 1 % sont protestants.
En 2022, la population du woreda est estimée à 142 720 personnes avec une densité de population de 220 personnes par km2 et 649 km2 de superficie.